# Dunkler Totenkopfaffe
Der Dunkle Totenkopfaffe oder Vanzolini-Totenkopfaffe (Saimiri vanzolinii) ist eine Primatenart aus der Gruppe der Neuweltaffen. Er ist eng mit dem Bolivianischen Totenkopfaffen verwandt und wird manchmal als dessen Unterart angesehen. Das Artepitheton vanzolinii ehrt den brasilianischen Zoologen Paulo Vanzolini.

## Merkmale
Dunkle Totenkopfaffen sind wie alle Totenkopfaffen relativ kleine Primaten, sie erreichen eine Durchschnittslänge von 32 Zentimetern, wozu noch ein etwa 41 Zentimeter langer Schwanz kommt. Das Gewicht beträgt etwa 0,7 bis 1,1 Kilogramm, wobei die Männchen größer und schwerer sind als die Weibchen. Das Fell ist kurz und dicht, es ist am Rücken schwarzgrau und am Bauch gelblich-weiß gefärbt, die Beine und Pfoten sind orange-gelb. Die Oberseite des rundlichen Kopfes ist schwarz, die Region um die Augen ist wie bei allen Totenkopfaffen weißlich.

## Verbreitung und Lebensraum
Dunkle Totenkopfaffen leben nur in einem sehr kleinen Gebiet im Amazonasbecken in Brasilien. Ihr Verbreitungsgebiet liegt in der Region, wo der Japurá in den Amazonas mündet. Ihr Lebensraum sind zeitweise überflutete Wälder in Flussnähe.

## Lebensweise
Über die Lebensweise der Dunklen Totenkopfaffen ist wenig bekannt, vermutlich stimmt sie mit der der übrigen Totenkopfaffen überein. Demzufolge sind sie tagaktiv und halten sich meist in den Bäumen auf. Totenkopfaffen leben in großen, gemischten Gruppen aus zahlreichen Männchen und Weibchen und ernähren sich vorrangig von Früchten und Insekten.

## Gefährdung
Das Verbreitungsgebiet dieser Art liegt in einem Schutzgebiet, in dem die Jagd verboten ist, Waldrodungen aber vorkommen. Aufgrund ihres kleinen Lebensraumes listet die IUCN die Art als gefährdet (vulnerable).